# Dana Randall
Dana Randall es una profesora de ciencia computacional teórica en el Instituto de Tecnología de Georgia, donde es Directora del Centro de Algoritmos y Aleatoriedad y profesora de computación ADVANCE.

## Educación
Randall nació en Queens, Nueva York. Se graduó en el Stuyvesant High School, en Nueva York, en 1984. Consiguió su Grado en Matemáticas por la Universidad de Harvard en 1988 y su Doctorado en Ciencias de la Computación en la Universidad de California en Berkeley en 1994 bajo la supervisión de  Alistair Sinclair.
Su hermana es la física teórica Lisa Randall.

## Investigación
Su principal interés de investigación es analizar algoritmos para contar problemas (por ejemplo, contar coincidencias en un gráfico) usando la cadena de Márkov. Una de sus contribuciones más importantes a esta área es un teorema de descomposición para analizar las cadenas de Márkov.

## Reconocimientos
En 2012, se convirtió en socia de la Sociedad Estadounidense de Matemáticas.
Pronunció su conferencia Arnold Ross el 29 de octubre de 2009, un honor otorgado previamente a Barry Mazur, Elwyn Berlekamp, Ken Ribet, Manjul Bhargava, David Kelly y Paul Sally.

## Publicaciones
- Clustering in interfering models of binary mixtures[5]